# Murs (Vaucluse)
Murs település Franciaországban, Vaucluse megyében. Lakosainak száma 390 fő (2022. január 1.). Murs Gordes, Joucas, Lioux, Méthamis, Saint-Saturnin-lès-Apt és Venasque községekkel határos.

## Népesség
A település népességének változása:
| Lakosok száma | 411  | 419  | 424  | 419  | 414  | 418  | 418  | 404  | 390  |
|               | 2013 | 2015 | 2016 | 2017 | 2018 | 2019 | 2020 | 2021 | 2022 |